# Broche de presión

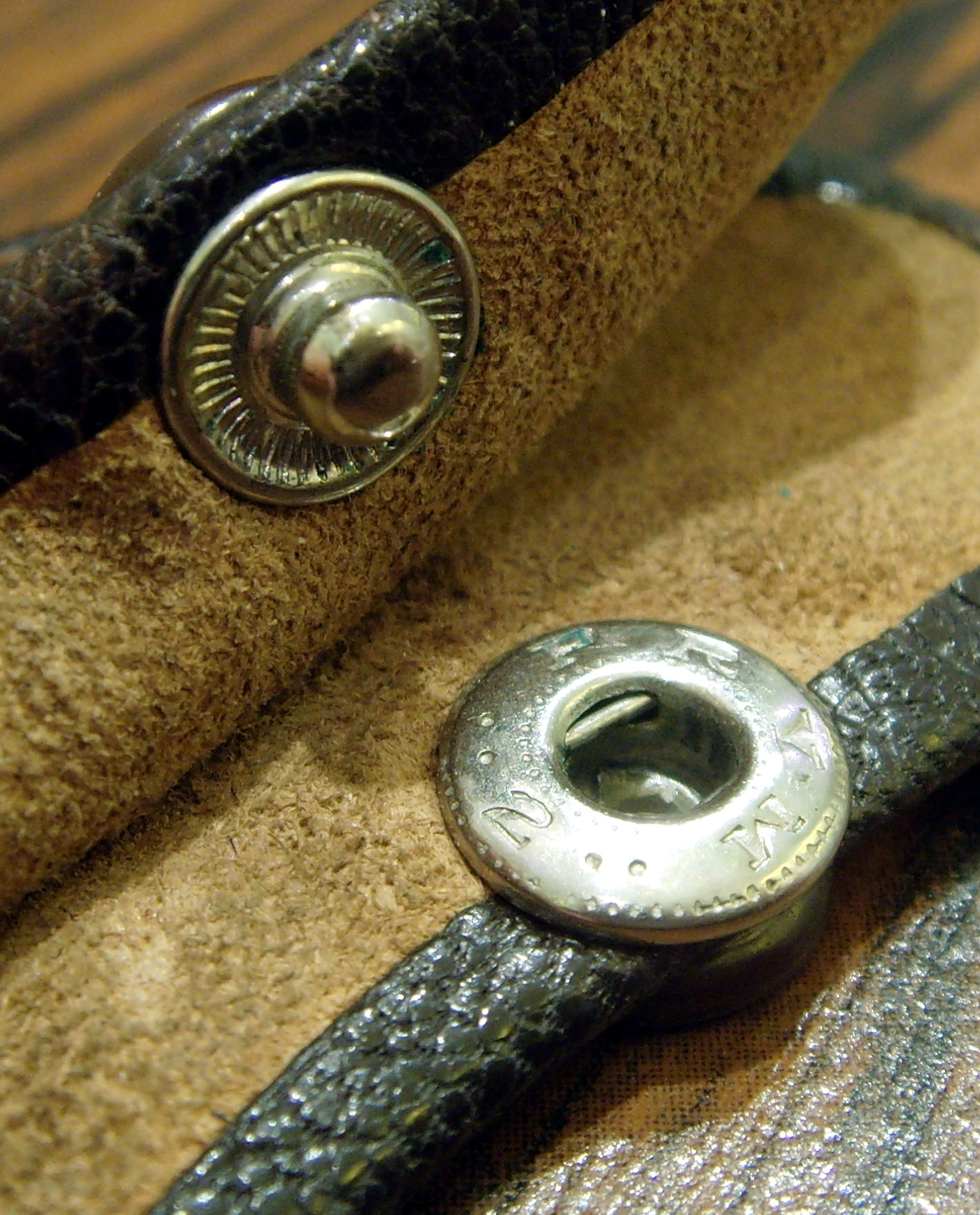
Las dos mitades de un broche de presión. La mitad macho (superior) tiene un labio que "se engancha" con la mitad hembra (inferior) cuando se "aprieta" con suficiente fuerza-

Un broche de presión (si es más pequeño, suele llamarse cierre de presión) consiste en un par de discos, hechos de un metal o plástico, y se usa generalmente en lugar de botones para abrochar las prendas de ropa o para propósitos similares. Un labio circular en uno de los discos entra dentro de un surco en la parte opuesta del otro disco, y para cerrarlos  hay que aguantarlos el uno contra el otro aplicando una cantidad de fuerza determinada.
Los diferentes tipos de broches de presión pueden ser sujetados al tejido o a la piel, o bien cosidos (normalmente los más pequeños) o remachándolos con un punzón específico para el tipo de broche de presión utilizado (golpeando el punzón con un martillo), o remachándolo con una prensa o unos alicates especiales.

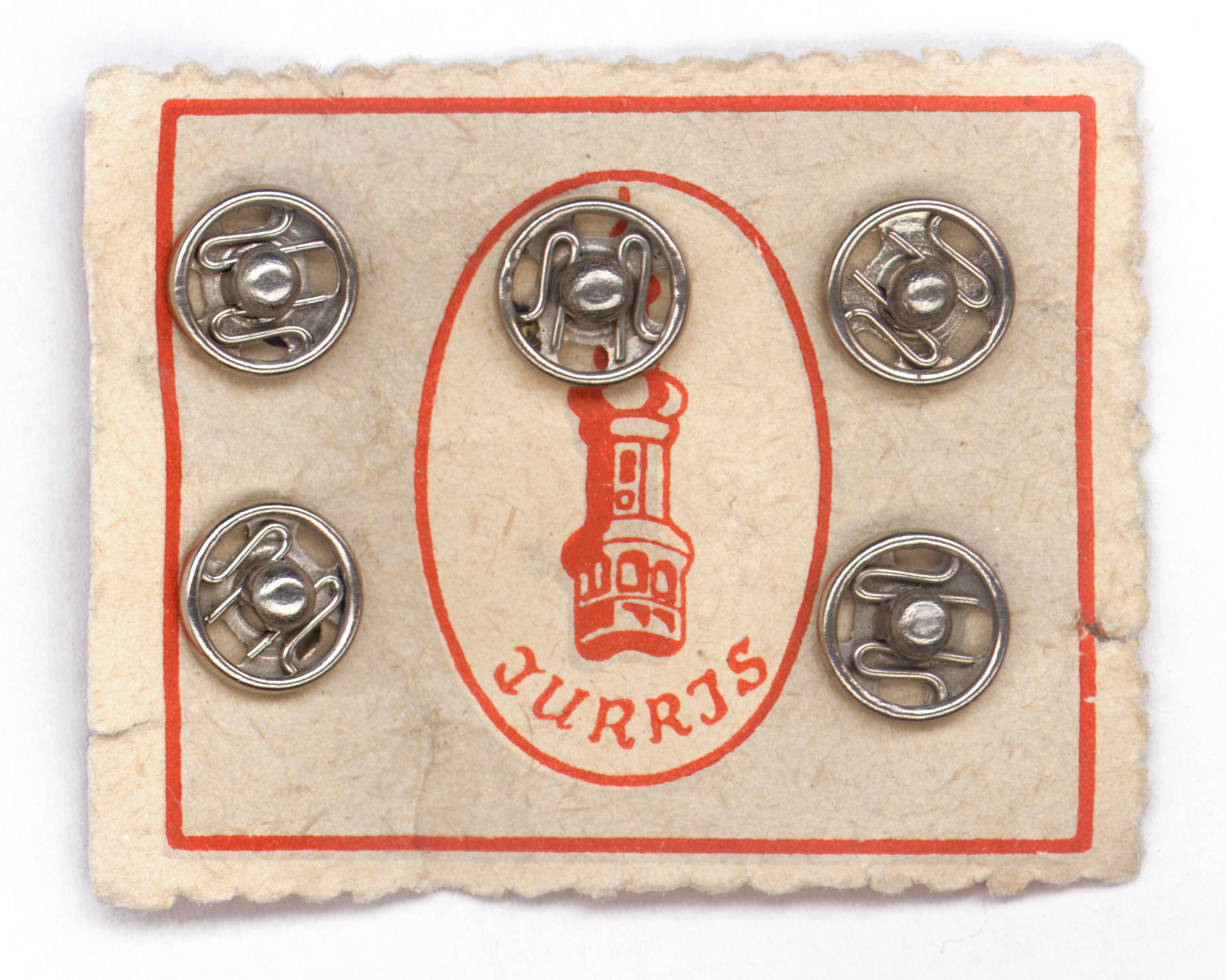
Cierres de presión húngaros para vestidos (1968)

## Galería

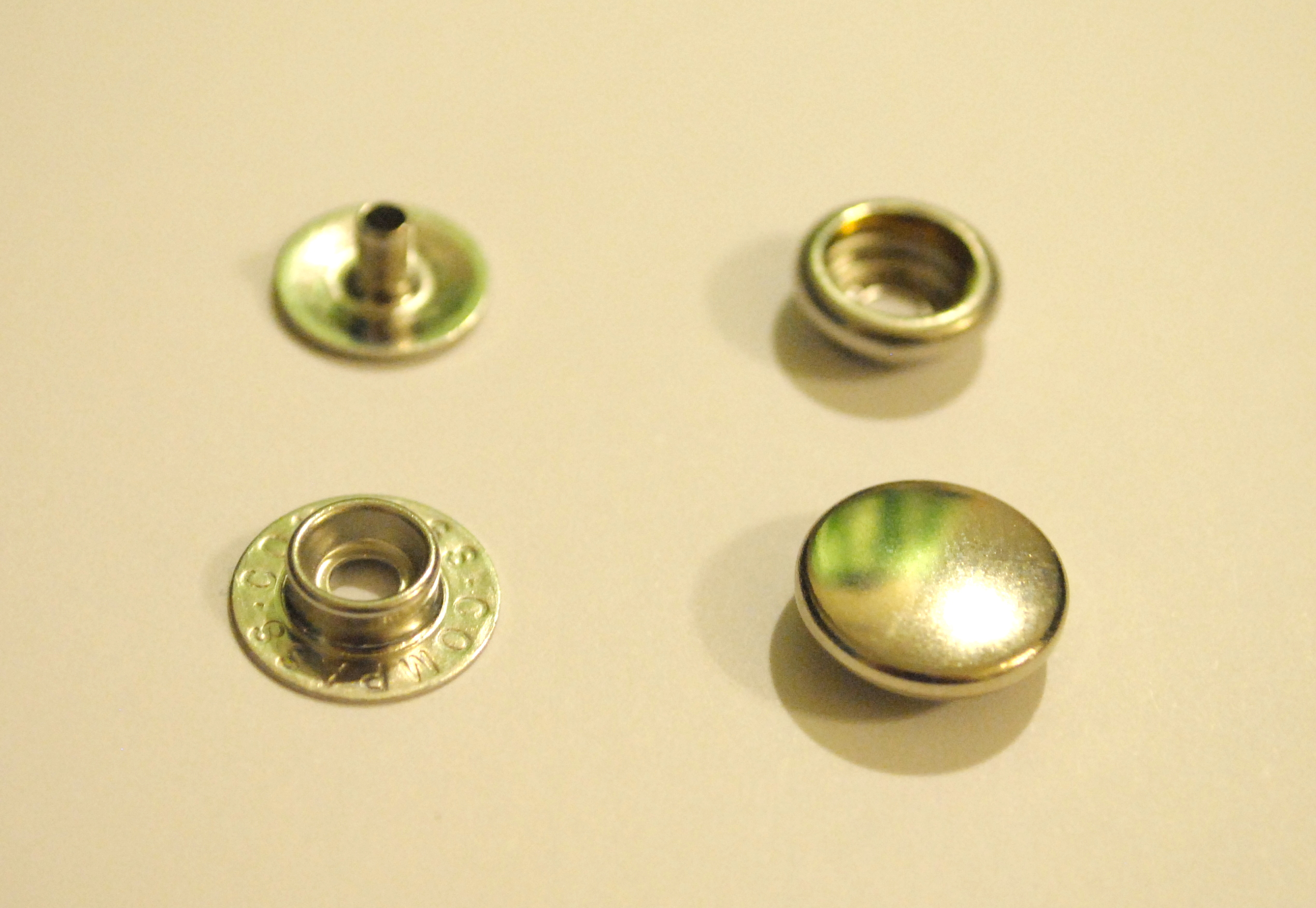
Cuatro piezas de un broche de presión típico
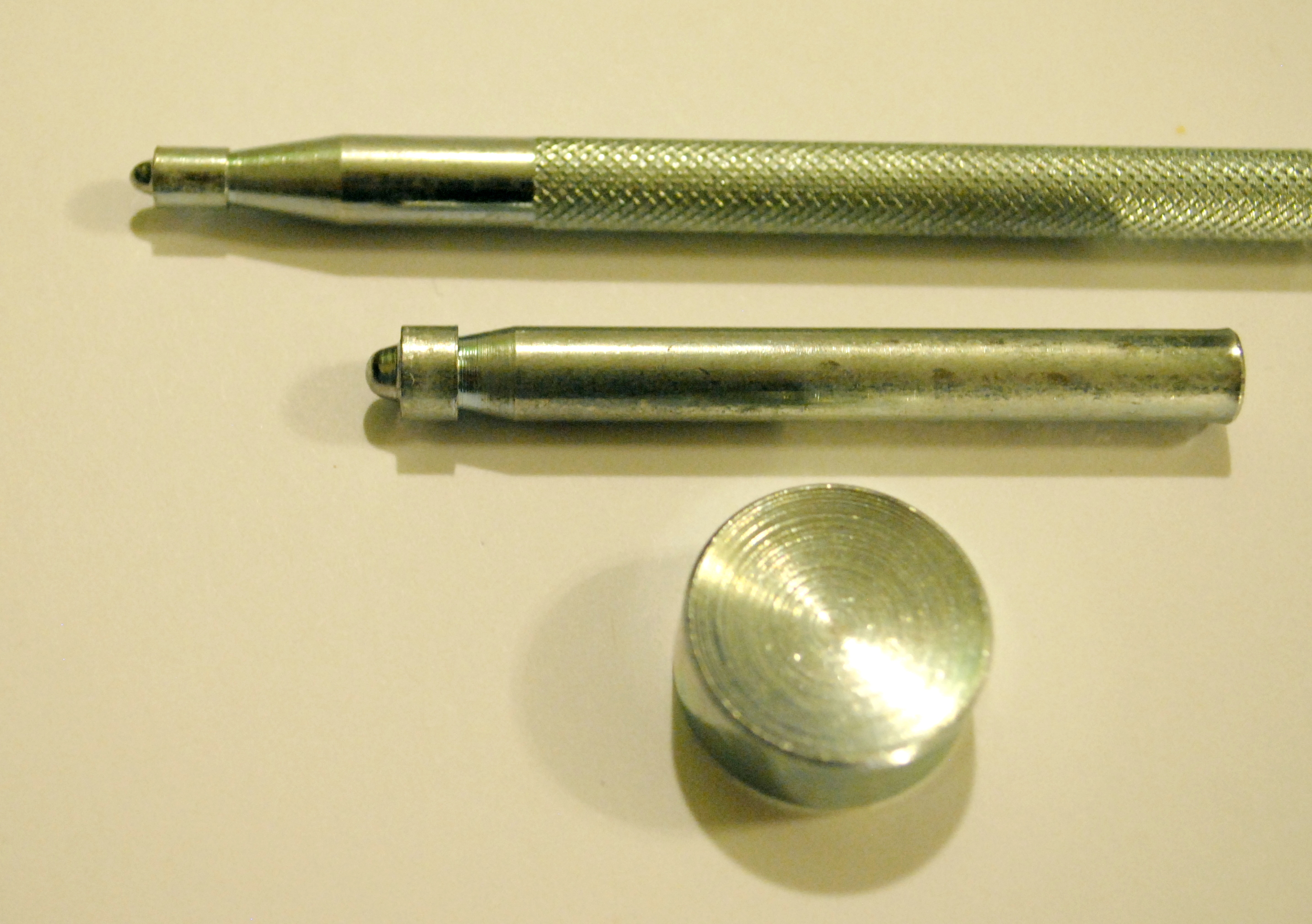
Las herramientas utilizadas para aplicar un broche de presión
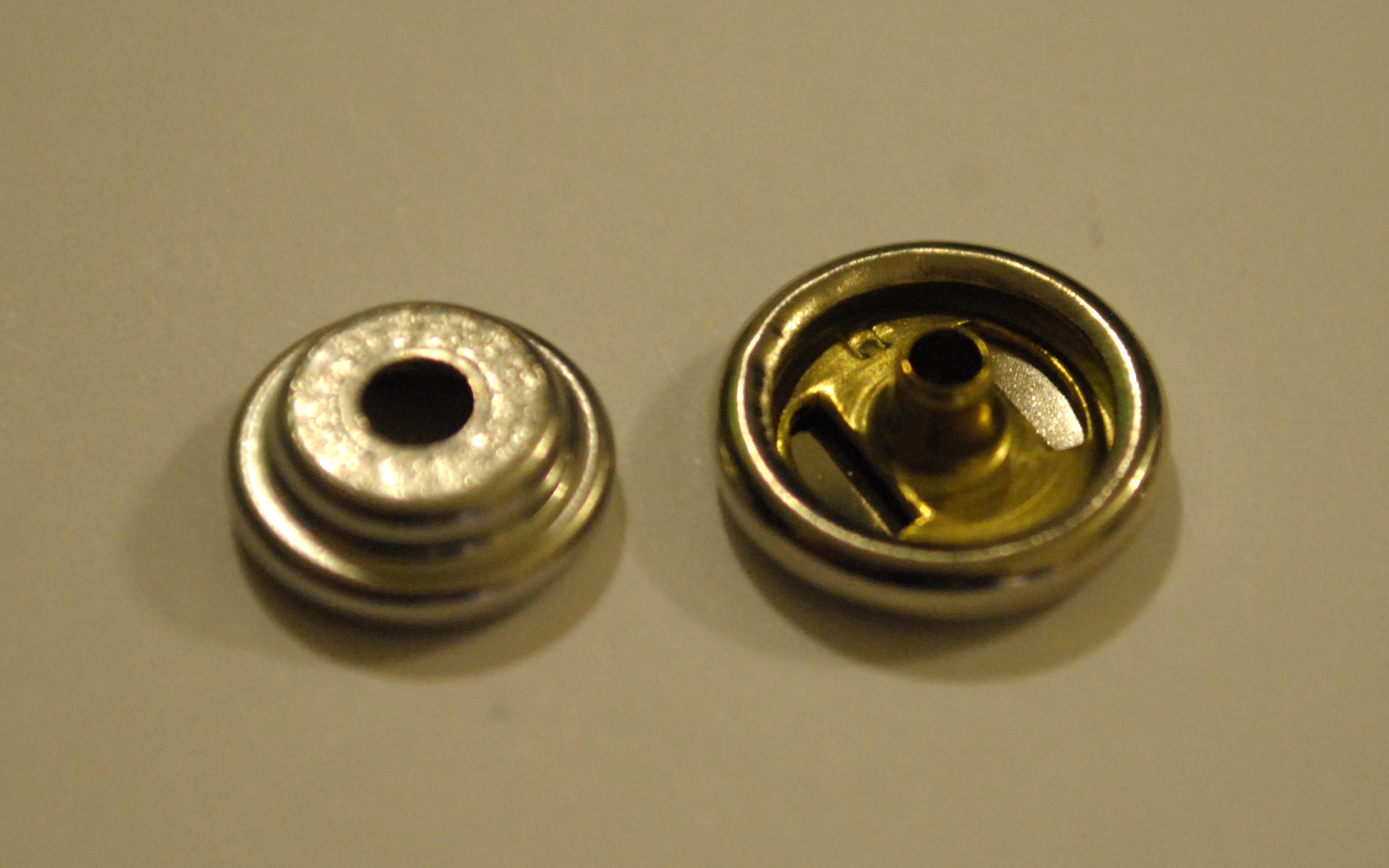
Piezas de un broche de presión hembra
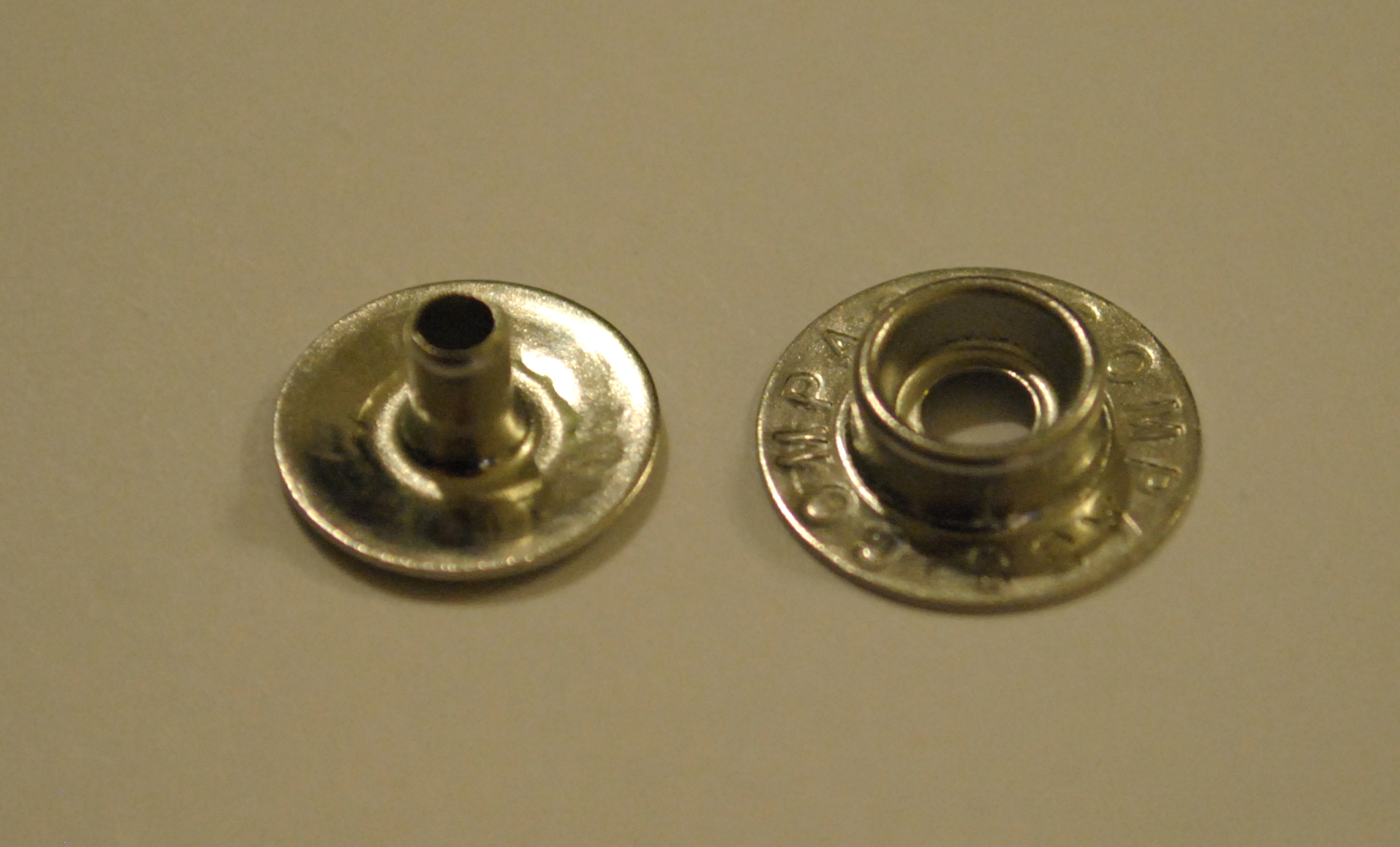
Piezas de un broche de presión macho